# Hostynne (gromada)
Hostynne – dawna gromada, czyli najmniejsza jednostka podziału terytorialnego Polskiej Rzeczypospolitej Ludowej w latach 1954–1972.
Gromady, z gromadzkimi radami narodowymi (GRN) jako organami władzy najniższego stopnia na wsi, funkcjonowały od reformy reorganizującej administrację wiejską przeprowadzonej jesienią 1954 do momentu ich zniesienia z dniem 1 stycznia 1973, tym samym wypierając organizację gminną w latach 1954–1972.
Gromadę Hostynne z siedzibą GRN w Hostynnem utworzono – jako jedną z 8759 gromad na obszarze Polski – w powiecie hrubieszowskim w woj. lubelskim na mocy uchwały nr 8 WRN w Lublinie z dnia 5 października 1954. W skład jednostki weszły obszary dotychczasowych gromad Hostynne wieś, Hostynne kol. i Łotów ze zniesionej gminy Werbkowice oraz obszary dotychczasowych gromad Dobromierzyce i Peresołowice ze zniesionej gminy Mołodiatycze w tymże powiecie. Dla gromady ustalono 16 członków gromadzkiej rady narodowej.
1 stycznia 1962 do gromady Hostynne włączono obszar zniesionej gromady Horyszów oraz wieś i kolonię Gdeszyn ze zniesionej gromady Gdeszyn w tymże powiecie.
Gromada przetrwała do końca 1972 roku, czyli do kolejnej reformy gminnej.